# جاستن فيليبس (لاعب كرة قدم أمريكية)
جاستن فيليبس (بالإنجليزية: Justin Phillips)‏ هو لاعب كرة قدم أمريكية أمريكي، ولد في 10 أكتوبر 1995 في هيوستن في الولايات المتحدة.

## وصلات خارجية
- جاستن فيليبس على موقع مرجع كرة القدم المحترفة.كوم (الإنجليزية)